# Kênh đào Piast

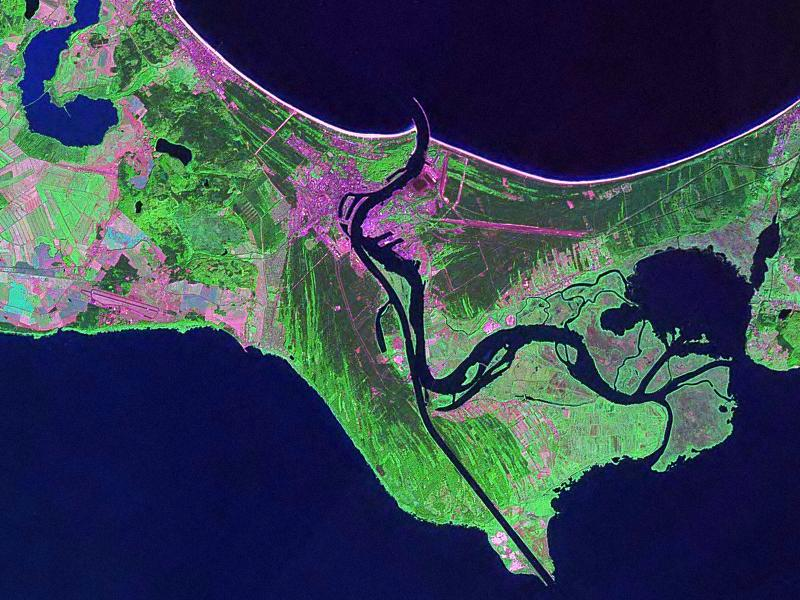
Ảnh vệ tinh Landsat cho thấy kênh ở dưới cùng trung tâm

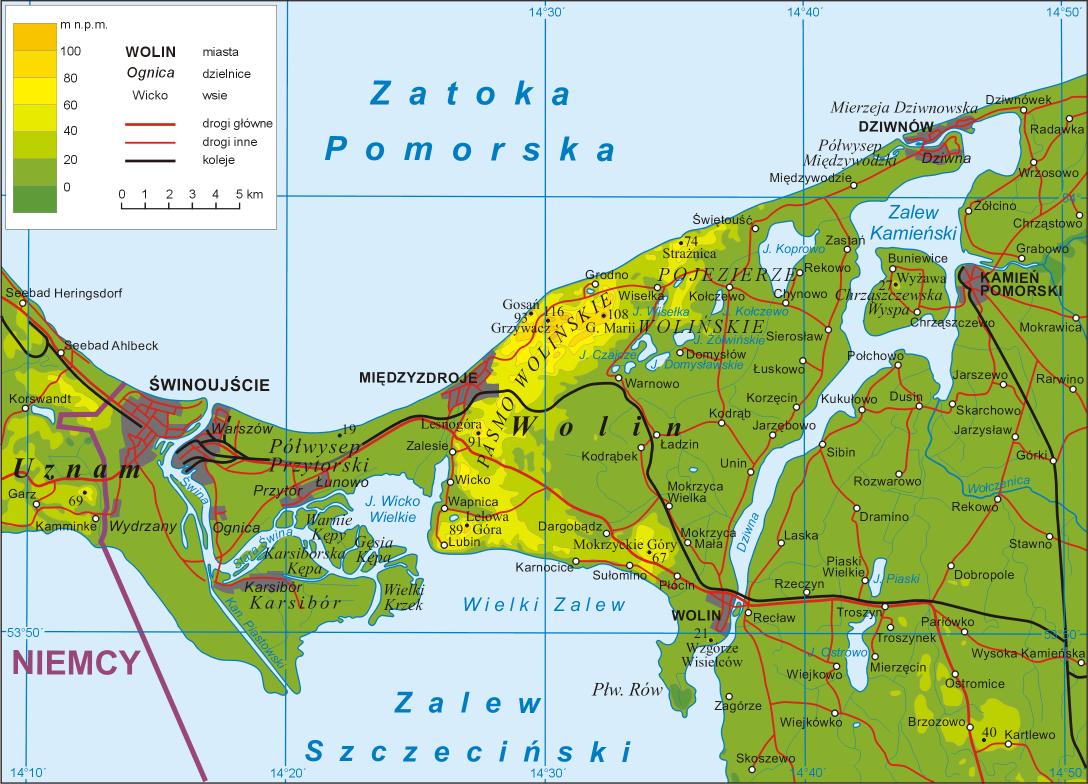
Bản đồ

Kênh đào Piast (tiếng Đức: Kaiserfahrt, tiếng Ba Lan: Kanał Piastowski) - là một kênh đào nối liền đầm Oder với vùng biển Baltic, chính xác hơn là phần phía bắc của sông Świne. Phần phía đông của dòng sông được phá vỡ, cung cấp kết nối các khu vực nam-bắc một cách thuận tiện hơn cho các tàu lớn.

## Lịch sử
Kênh đào, có chiều dài khoảng 12 km và có độ sâu mười mét, được đào dưới thời của Đế quốc Đức trong khoảng thời gian từ 1874 đến 1880, dưới triều đại của Kaiser Wilhelm đầu tiên (1797-1888). Do đó, kênh đào không được đặt theo tên của cháu trai ông Kaiser Wilhelm II (1859-1941), người nổi tiếng vì thích đi biển và tàu chiến. Được rửa tội là Kaiserfahrt ("Con đường của Hoàng đế"), kênh đào cho phép tàu thuyền từ Biển Baltic đến thành phố công nghiệp Szczecin dễ dàng hơn.
Kênh đào phá vỡ nhánh phía đông của sông Swine được biết đến là rất khó di chuyển. Lợi ích mang lại cho việc vận chuyển giữa Biển Baltic và Stettin (Szczecin) đã chứng kiến sự lên ngôi của cảng Stettin và sự suy giảm tại cảng Swinemünde, bởi vì bây giờ các tàu đi biển có thể đi xa như Stettin. Một tác dụng phụ khác là phần phía đông của hòn đảo Usedom bị cắt đứt, tạo ra một hòn đảo được đặt theo tên ngôi làng lớn nhất của nó, Kaseburg (Karsibór). Mặt khác, tuyến đường sắt, được mở vào năm 1875, từ Berlin đến Swinemünde qua cây cầu gần Karnin (đã bị phá vỡ vào năm 1945), đã giúp quảng bá Swinemünde và các làng lân cận của nó với những khu nghỉ mát bên bờ biển.
Sau Thế chiến II, khu vực này trở thành một phần của Ba Lan dưới những thay đổi biên giới được ban hành tại Hội nghị Potsdam, và kênh đào được đổi tên sau triều đại Piast - triều đại hoàng gia Ba Lan đầu tiên.

## Hình ảnh

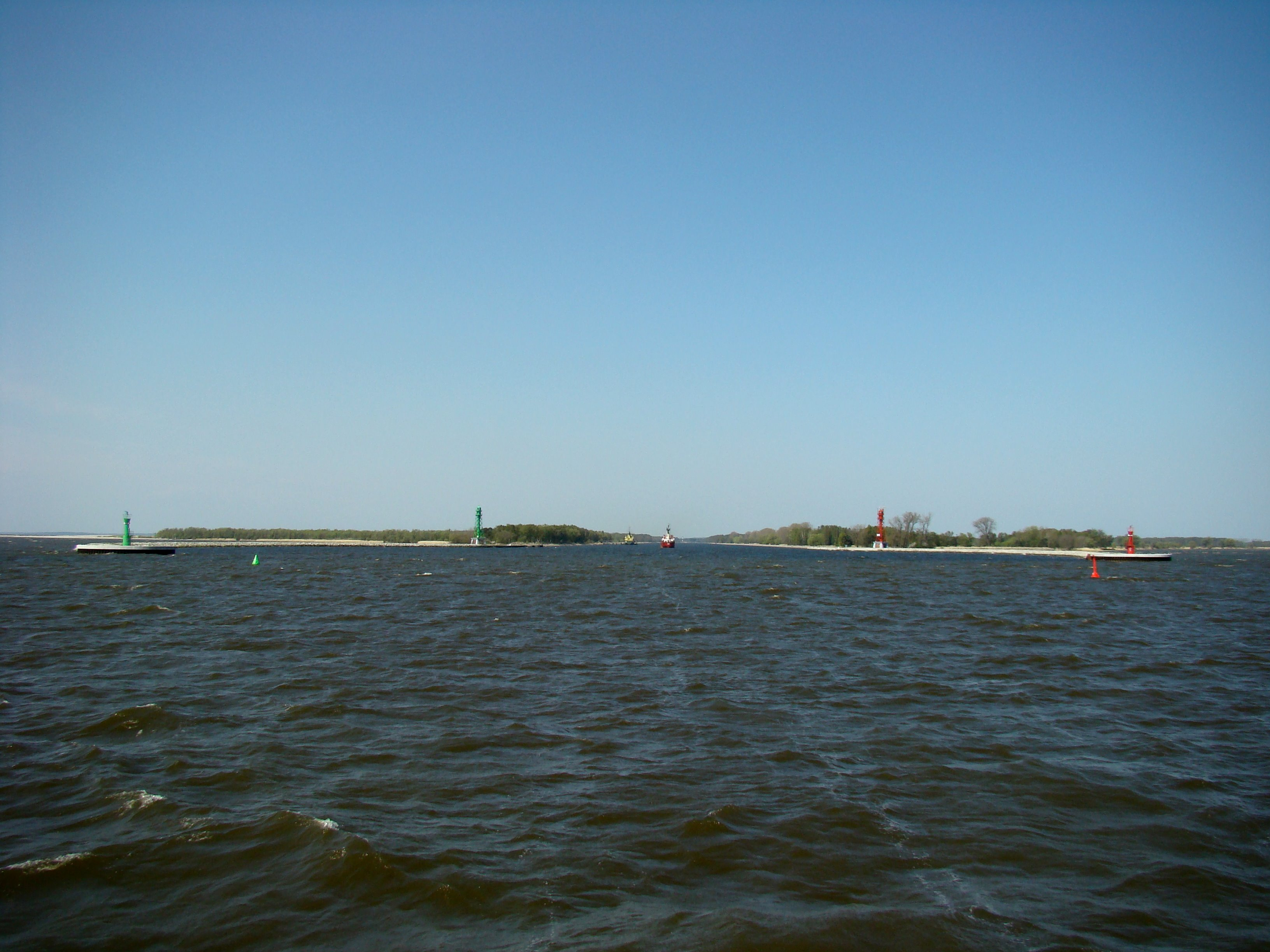
Quang cảnh kênh đào từ đầm Szczecin
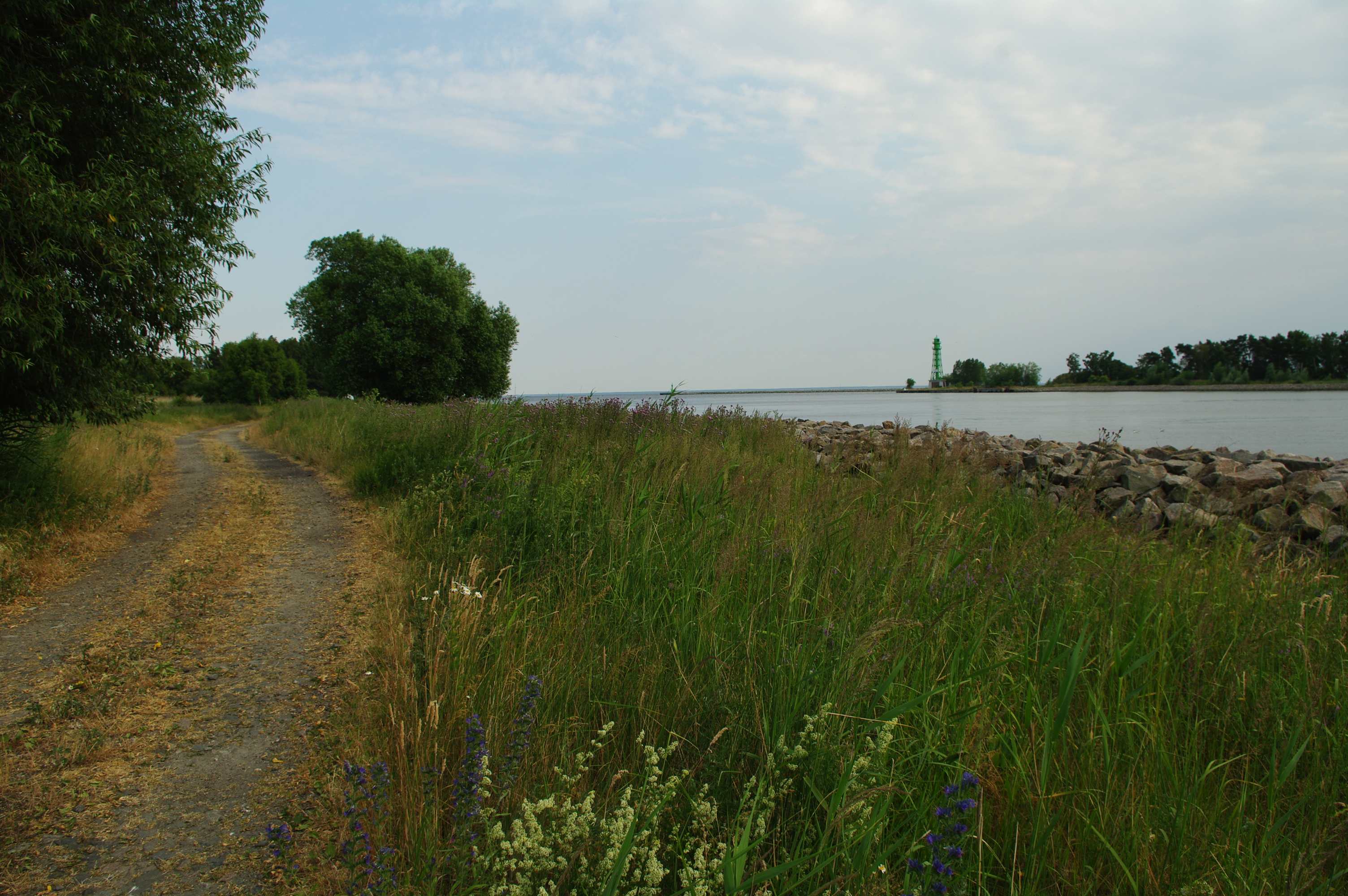
Nhìn từ đảo Karsibór
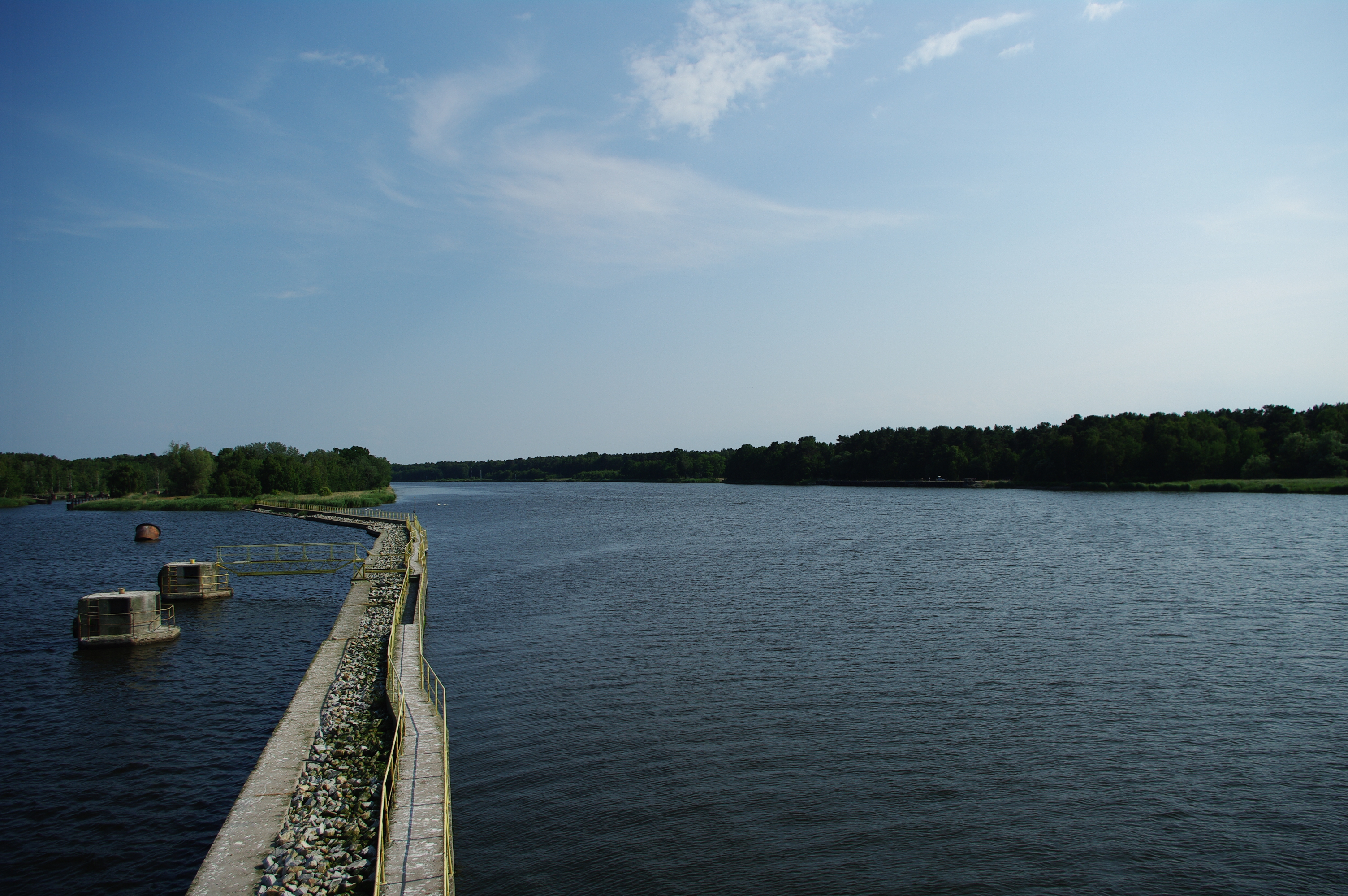
Kênh Piast chuyển hướng từ sông Świna